# Radio Gorzów
Radio Gorzów, dawniej Radio RMG 95,6 FM (RMG to skrót od Radio Miejskie Gorzów) – lokalne radio nadające w Gorzowie Wielkopolskim na częstotliwości 95,6 MHz z obiektu nadawczego RON Podmiejska. Jest stacją miejską działająca w strukturach Polskiego Radia – Radia Zachód mającego siedzibę w Zielonej Górze. 

## Historia
Radio Miejskie Gorzowa rozpoczęło emisję programu 18 grudnia 2000 roku jako oddział Radia Zachód. Od początku stacja miała nadawać program lokalny kierowany do mieszkańców Gorzowa Wielkopolskiego. Początkowo RMG nadawało codziennie 8 godzin własnego programu, a w pozostałym czasie antenowym retransmitowany był program Radia Zachód. Od 20 kwietnia 2007 Radio Gorzów nadaje swój program 24 godziny na dobę.

## Nazwa
Pierwotnie radio funkcjonowało pod nazwą Radio Miejskie Gorzowa, następnie pod nazwą RMG 95,6 FM. Spowodowane to było faktem, iż we wcześniejszych latach pod nazwą Radio Gorzów funkcjonowała w mieście inna (diecezjalna) rozgłośnia, obecnie będąca częścią sieci Radia Plus. 
21 kwietnia 2012 w piątą rocznicę uruchomienia całodobowego programu RMG 95,6 FM zmieniło nazwę na Radio Gorzów. Zmiana ta miała na celu poprawę identyfikacji radia jako lokalnego medium dla Gorzowa Wielkopolskiego. Zmienił się także adres strony internetowej: z "www.rmg.fm" na "www.radiogorzow.fm"

## Charakter
Radio Gorzów jest stacją radiową kierowaną do słuchaczy w przedziale wiekowym 15-49 lat. Gorzowianie znajdą tutaj lokalne serwisy informacyjne, informacje drogowe, pogodę.